# Sterling Hinds
Sterling Hinds, född den 31 oktober 1961 i Toronto, Kanada, är en kanadensisk friidrottare inom kortdistanslöpning.
Han tog OS-brons på 4 x 100 meter vid friidrottstävlingarna 1984 i Los Angeles. 